# SC Austria Lustenau
SC Austria Lustenau is een Oostenrijkse voetbalclub uit Lustenau, een plaats in de westelijke deelstaat Vorarlberg. De thuiswedstrijden worden gespeeld in het Reichshofstadion dat aan de oevers van de Rijn en op enkele meters van Zwitserland ligt.

## Geschiedenis

### Eerste successen
In 1914 werd de voetbalafdeling van de Turnerbundes Lustenau opgericht en noemde zich FA Turnerbund Lustenau. Er kwam pas een voetbalbond in Vorarlberg in 1920 en tot dan speelde de club enkel vriendschappelijke wedstrijden en door de Eerste Wereldoorlog werd er sowieso weinig gespeeld.
In 1930 werd de club voor het eerst kampioen in Vorarlberg. Door de titel mocht de club deelnemen aan het Oostenrijks Amateurkampioenschap. In de eerste ronde trof de club SK Austria Klagenfurt, na een 1-2 thuisnederlaag kon de club uit met 1-0 winnen. Hierdoor kwam er nog een derde wedstrijd die Lustenau met 4-2 won. In de volgende ronde was Innsbrucker AC de tegenstander. Na een gelijkspel in Innsbruck droogde Lustenau de club met 4-1 af in de terugwedstrijd. Lustenau stootte hiermee door naar de finale waar Kremser SC de tegenstander was, dit keer verloor Lustenau met 7-2. In de terugwedstrijd won de club met 3-1, maar door het doelsaldo verloor het toch de titel.
Twee keer stond de club in de finale van de Vorarlberger Landespokal (beker); in 1933 verloor de club met 1-5 van FC Dornbirn 1913 en twee jaar later met 2-4 van stadsrivaal FC Lustenau 07.

### Zelfstandige sportclub
In 1936 scheidde de voetbalsectie zich van de turnvereniging af en nam de naam SC Austria Lustenau aan, een zelfstandige sportclub met meerdere secties. Clubkleuren werden groen-wit. Eén jaar later won de club de Landespokal met 6-2 tegen Garnisons-SpVgg Bregenz. Na de Anschluss van Oostenrijk bij het Derde Rijk werd de club opgeheven. Na de Tweede Wereldoorlog werd de club heropgericht. Austria speelde in de Vorarlberger Landesliga, die later de Arlergliga werd en nog later de Regionalliga West.
In de bekercompetitie van Vorarlberg was Austria Lustenau nog succesvol. In 1949 won de club met 3-0 van Dornbirn en in 1951 met 3-2 van Blau-Weiß Feldkirch. In 1952 verloor de club dan de finale van Dornbirn met 0-2. De laatste overwinning in de bekercompetitie kwam in 1958 met een 1-0-overwinning, opnieuw tegen Dornbirn.
In 1965 sloten de groenhemden een speelverbond af met Dornbirn 1913 en speelde onder de naam Spielgemeinschaft SVg Lustenau/Dornbirn, maar na één seizoen gingen beide clubs weer hun eigen weg.

### Profvoetbal
Tot in de jaren 90 speelde de club in de lagere reeksen, maar in 1993/94 werd men kampioen van de Regionalliga West en promoveerde zo naar de tweede klasse. In 1996/97 men opnieuw kampioen en promoveerde zo voor de eerste keer naar de Bundesliga, Austria Lustenau was nog maar de vierde club uit Vorarlberg die in de hoogste klasse speelde. In het eerste seizoen eindigde de club voorlaatste met tien punten voorsprong op VfB Admira Wacker Mödling. Het volgende seizoen telde het zelf tien punten minder dan in 1998, maar had opnieuw tien punten voorsprong op de laatste, SK Vorwärts Steyr. Na twee seizoenen - in het seizoen 1999/2000 - kon men degradatie niet meer vermijden, waardoor het toch weer de gang moest maken naar het tweede niveau: het eindigde met zestien punten achterstand op regiogenoot Schwarz-Weiß Bregenz.
In het eerste seizoen terug in de tweede klasse werd de club slechts vijfde. In 2001/02 lukte het de Vorarlbergers op een haar na niet de promotie naar de Bundesliga, op de laatste speeldag werd SV Pasching kampioen. Ook de volgende seizoenen kon Austria Lustenau zich in de top drie scharen en vestigde zelfs een record: 42 thuiswedstrijden zonder nederlaag in de Erste Liga. In 2006/07 werd de club vierde.
In het seizoen 2019/20 bereikte Austria Lustenau als tweedeklasser de finale van de Oostenrijkse voetbalbeker waarin Red Bull Salzburg met 5-0 te sterk was.
De wil om terug te keren naar de Bundesliga, was groot. Om de ambitie meer kracht bij te zetten, werd door de gemeenteraad op 27 juni 2019 besloten tot de bouw van een nieuw stadion. De hoofdtribune blijft bestaan, maar aan de overige zijdes van het voetbalveld verrijzen compleet nieuwe tribunes, waarmee de capaciteit op 5.000 plaatsen komt. Het totale project heeft een kostenplaatje van 17,6 miljoen euro.
Het lukte de club om in het seizoen 2021/22 kampioen te worden van de 2. Liga, waardoor het na 22 seizoenen weer in de Bundesliga mocht aantreden.

## Erelijst
- 2. Liga

2021/22
- Kampioen Vorarlberg

1930 (FA Turnerbund), 1937, 1946, 1949, 1965, 1977, 1978, 1980 (Austria), 2005 (Austria-Amateure)
- Beker Vorarlberg

1936, 1949, 1951, 1958, 1980 (Austria) 1999 (Austria-Amateure)

## Overzichtslijsten

### Eindklasseringen vanaf 1950
- 1950 2e
2. Liga
- 1951 3e
2. Liga
- 1952 4e
2. Liga
- 1953 5e
2. Liga
- 1954 3e
2. Liga
- 1955 8e
2. Liga
- 1956 4e
2. Liga
- 1957 8e
2. Liga
- 1958 2e
2. Liga
- 1959 2e
2. Liga
- 1960 2e
2. Liga
- 1961 3e
2. Liga
- 1962 5e
2. Liga
- 1963 4e
2. Liga
- 1964 6e
2. Liga
- 1965 2e
2. Liga
- 1966 2e
2. Liga
- 1967 4e
2. Liga
- 1968 2e
2. Liga
- 1969 3e
2. Liga
- 1970 6e
2. Liga
- 1971 6e
2. Liga
- 1972 11e
2. Liga
- 1973 12e
2. Liga
- 1974 3e
Regionalliga
- 1975 3e
Regionalliga
- 1976 2e
Regionalliga
- 1977 1e
Regionalliga
- 1978 1e
Regionalliga
- 1979 3e
Regionalliga
- 1980 1e
Regionalliga
- 1981 7e
Regionalliga
- 1982 4e
Regionalliga
- 1983 8e
Regionalliga
- 1984 2e
Regionalliga
- 1985 10e
Regionalliga
- 1986
Landesliga
- 1987
Landesliga
- 1988
Landesliga
- 1989
Landesliga
- 1990
Landesliga
- 1991 8e
Regionalliga
- 1992 8e
Regionalliga
- 1993
Regionalliga
- 1994 1e
Regionalliga
- 1995 5e
2. Liga
- 1996 7e
2. Liga
- 1997 1e
2. Liga
- 1998 9e
Bundesliga
- 1999 9e
Bundesliga
- 2000 10e
Bundesliga
- 2001 5e
2. Liga
- 2002 2e
2. Liga
- 2003 3e
2. Liga
- 2004 2e
2. Liga
- 2005 4e
2. Liga
- 2006 3e
2. Liga
- 2007 4e
2. Liga
- 2008 3e
2. Liga
- 2009 4e
2. Liga
- 2010 5e
2. Liga
- 2011 3e
2. Liga
- 2012 4e
2. Liga
- 2013 3e
2. Liga
- 2014 2e
2. Liga
- 2015 7e
2. Liga
- 2016 5e
2. Liga
- 2017 3e
2. Liga
- 2018 6e
2. Liga
- 2019 3e
2. Liga
- 2020 11e
2. Liga
- 2021 13e
2. Liga
- 2022 1e
2. Liga
- 2023 8e
Bundesliga

- Bundesliga
- 2. Liga
- Regionalliga
- Landesliga

De 2. Liga stond tot en met 2018 als Erste Liga bekend.

### Seizoensresultaten vanaf 2003
| Seizoen   | №  | Clubs | Divisie    | Duels | Winst | Gelijk | Verlies | Doelsaldo | Punten | Tsch  |
| --------- | -- | ----- | ---------- | ----- | ----- | ------ | ------- | --------- | ------ | ----- |
| 2008–2009 | 4  | 12    | 1. Liga    | 33    | 14    | 6      | 13      | 52–47     | 48     | 3.137 |
| 2009–2010 | 5  | 12    | 1. Liga    | 33    | 15    | 5      | 13      | 43–46     | 50     | 3.671 |
| 2010–2011 | 3  | 10    | 1. Liga    | 36    | 16    | 6      | 14      | 55–51     | 54     | 3.734 |
| 2011–2012 | 4  | 10    | 1. Liga    | 36    | 16    | 10     | 10      | 59–47     | 58     | 3.921 |
| 2012–2013 | 3  | 10    | 1. Liga    | 36    | 18    | 7      | 11      | 60–39     | 61     | 3.718 |
| 2013–2014 | 2  | 10    | 1. Liga    | 36    | 16    | 11     | 9       | 57–36     | 59     | 3.194 |
| 2014–2015 | 7  | 10    | 1. Liga    | 36    | 11    | 9      | 16      | 49–56     | 42     | 3.002 |
| 2015–2016 | 5  | 10    | 1. Liga    | 36    | 16    | 9      | 11      | 56–40     | 57     | 2.686 |
| 2016–2017 | 3  | 10    | 1. Liga    | 36    | 15    | 12     | 9       | 58–49     | 57     | 2.408 |
| 2017–2018 | 6  | 10    | 1. Liga    | 36    | 12    | 9      | 15      | 48-52     | 45     | 2.079 |
| 2018–2019 | 3  | 16    | 2. Liga    | 30    | 14    | 8      | 8       | 55-34     | 50     | 1.597 |
| 2019–2020 | 11 | 16    | 2. Liga    | 30    | 10    | 5      | 15      | 57–58     | 35     | 1.440 |
| 2020–2021 | 13 | 16    | 2. Liga    | 30    | 8     | 6      | 16      | 44-55     | 30     |       |
| 2021–2022 | 1  | 16    | 2. Liga    | 30    | 22    | 4      | 4       | 69-26     | 70     |       |
| 2022–2023 | 8  | 12    | Bundesliga | 32    | 11    | 10     | 11      | 50–54     | 29     |       |

- Vanaf het seizoen 2018/2019 worden na de reguliere competitie (22 speelrondes) play-offs afgewerkt, waarbij de punten worden gehalveerd. In de tabel staat het puntenaantal rekening houdend met de puntenhalvering. In theorie kan deelname aan de kwalificatiegroep (plaats 7 t/m 12) meer punten opleveren dan deelname aan de kampioensgroep (plaats 1 t/m 6).

### Austria Lustenau in Europa
R = #ronde, T/U = Thuis/Uit, W = Wedstrijd, PUC = punten UEFA coëfficiënten .
Uitslagen vanuit gezichtspunt SC Austria Lustenau
| Seizoen                                                    | Competitie    | Ronde | Land               | Club          | Totaalscore | 1e W    | 2e W    | PUC |
| ---------------------------------------------------------- | ------------- | ----- | ------------------ | ------------- | ----------- | ------- | ------- | --- |
| 1999                                                       | Intertoto Cup | 2R    | Vlag van Slovenië  | Rudar Velenje | 4-2         | 2-1 (U) | 2-1 (T) | 0.0 |
|                                                            |               | 3R    | Vlag van Frankrijk | Stade Rennais | 2-2 u       | 2-1 (T) | 0-1 (U) | 0.0 |
| Totaal aantal behaalde punten voor UEFA coëfficiënten: 0.0 |               |       |                    |               |             |         |         |     |

Zie ook:
- Deelnemers UEFA-toernooien Oostenrijk
- Ranglijst van alle clubs die in de diverse Europa Cups zijn uitgekomen

## Bekende (oud-)spelers
- Armand Benneker

## Trainer-coaches
| Trainer-coaches van SC Austria Lustenau sinds 1994 | Trainer-coaches van SC Austria Lustenau sinds 1994 | Trainer-coaches van SC Austria Lustenau sinds 1994 | Trainer-coaches van SC Austria Lustenau sinds 1994 | Trainer-coaches van SC Austria Lustenau sinds 1994 | Trainer-coaches van SC Austria Lustenau sinds 1994 | Trainer-coaches van SC Austria Lustenau sinds 1994 | Trainer-coaches van SC Austria Lustenau sinds 1994 | Trainer-coaches van SC Austria Lustenau sinds 1994 |
| Naam                                               | Geboren                                            | Aangesteld                                         | Opgestapt                                          | Wed.                                               | W                                                  | G                                                  | V                                                  | Gem.                                               |
| -------------------------------------------------- | -------------------------------------------------- | -------------------------------------------------- | -------------------------------------------------- | -------------------------------------------------- | -------------------------------------------------- | -------------------------------------------------- | -------------------------------------------------- | -------------------------------------------------- |
| Lassaad Chabbi                                     | 23.08.1961                                         | 15.03.2015                                         | heden                                              | 71                                                 | 32                                                 | 18                                                 | 21                                                 | 1,61                                               |
| Mladen Posavec                                     | 22.08.1971                                         | 07.10.2014                                         | 14.03.2015                                         | 10                                                 | 3                                                  | 2                                                  | 5                                                  | 1,10                                               |
| Helgi Kolvidsson                                   | 13.09.1971                                         | 01.07.2011                                         | 07.10.2014                                         | 131                                                | 59                                                 | 32                                                 | 40                                                 | 1,60                                               |
| Edmund Stöhr                                       | 17.09.1956                                         | 25.03.2009                                         | 01.06.2011                                         | 89                                                 | 46                                                 | 14                                                 | 29                                                 | 1,71                                               |
| Hans Kleer                                         | 04.09.1969                                         | 01.07.2007                                         | 25.03.2009                                         | 57                                                 | 22                                                 | 12                                                 | 23                                                 | 1,37                                               |
| Heinz Fuchsbichler                                 | 07.11.1967                                         | 01.07.2005                                         | 31.05.2007                                         | 72                                                 | 31                                                 | 22                                                 | 19                                                 | 1,60                                               |
| Andreas Heraf                                      | 10.09.1967                                         | 20.05.2003                                         | 01.06.2005                                         | 78                                                 | 34                                                 | 25                                                 | 19                                                 | 1,63                                               |
| Edmund Stöhr                                       | 17.09.1956                                         | 01.07.2001                                         | 10.05.2003                                         | 69                                                 | 35                                                 | 12                                                 | 22                                                 | 1,70                                               |
| Wolfgang Schwarz                                   | 12.02.1952                                         | 01.07.2000                                         | 01.06.2001                                         | 38                                                 | 16                                                 | 4                                                  | 18                                                 | 1,37                                               |
| Goran Stanisavljević                               | 03.01.1964                                         | 24.01.2000                                         | 01.06.2000                                         | 16                                                 | 0                                                  | 3                                                  | 13                                                 | 0,19                                               |
| Klaus Scheer                                       | 04.10.1950                                         | 01.06.1999                                         | 23.01.2000                                         | 25                                                 | 7                                                  | 4                                                  | 14                                                 | 1,00                                               |
| Edmund Stöhr                                       | 17.09.1956                                         | 01.07.1994                                         | 01.06.1999                                         | 139                                                | 39                                                 | 47                                                 | 53                                                 | 1,18                                               |